# Ronald Ross

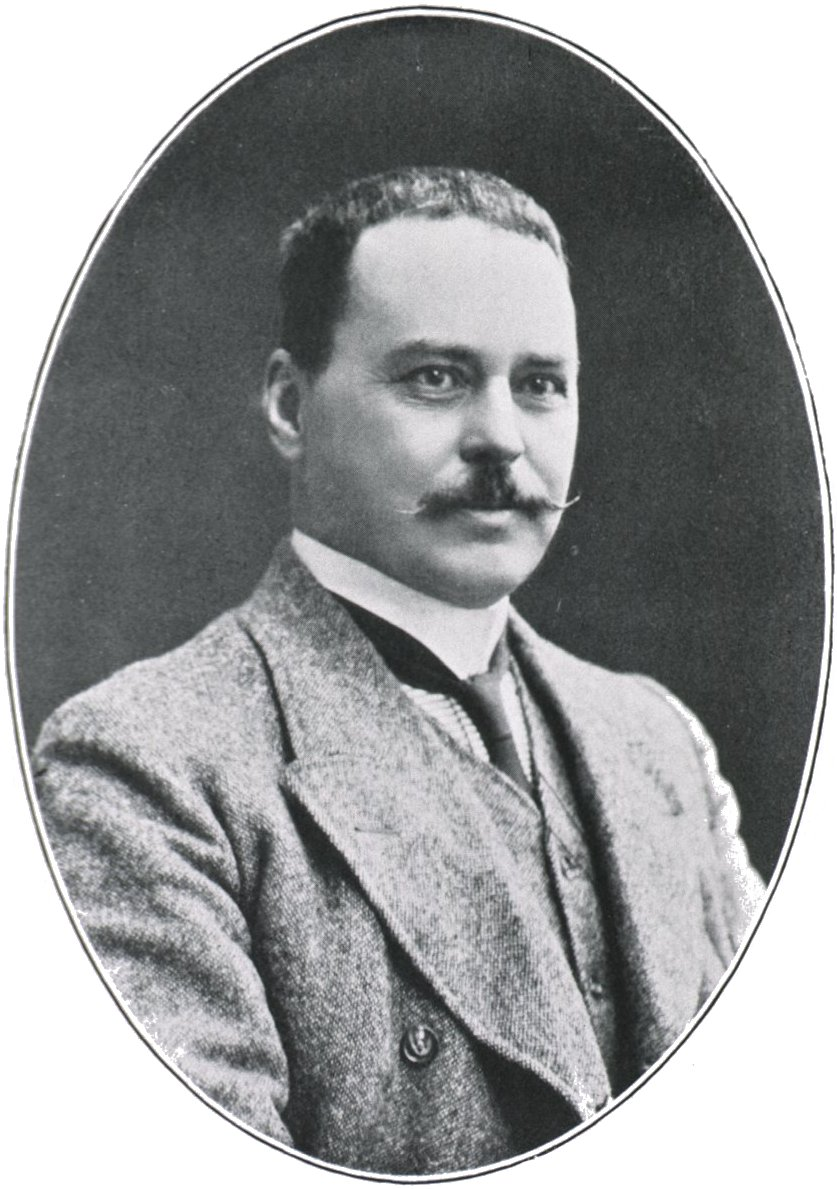
Ronald Ross

Sir Ronald Ross KCB KCMG (* 13. Mai 1857 in Almora, Indien; † 16. September 1932 in Putney Heath, heute Stadtbezirk von London) war ein englischer Mediziner, insbesondere Tropenmediziner und Bakteriologe, und als Malariaforscher Träger des Nobelpreises für Physiologie oder Medizin (1902).

## Forschungsinteresse Malaria
Das Hauptinteresse von Ronald Ross war die Entdeckung von Präventionsmöglichkeiten gegen die Tropenkrankheit Malaria in verschiedenen Teilen der Welt. Dafür reiste er an die unterschiedlichsten Orte, darunter Westafrika, die Region um den Sueskanal, Griechenland, Mauritius, Zypern und an die Kriegsschauplätze des Ersten Weltkrieges von 1914 bis 1918. Er machte viele Entdeckungen über die Epidemiologie der Malaria und über die Möglichkeiten des Schutzes und der Pflege. Seine größten Erfolge waren die Aufdeckung des Infektionsweges der Malaria durch Mücken und die Identifizierung der Malariamücken. Außerdem entwickelte er aus seinen Beobachtungen ein mathematisches Modell zum Studium der Verbreitung der Malaria (Ross-MacDonald-Modell). Diese als Pathometrie bekannt gewordenen Modelle sind noch heute die Basis für das Verständnis von Epidemien, die von Insekten ausgehen. Seine Arbeiten brachten ihm neben dem Nobelpreis für Medizin noch viele weitere Ehrungen ein.

## Leben
Am 13. Mai 1857 wurde Ross als Sohn des englischen Generals C. C. G. Ross in Almora in Indien geboren. 1875 begann er sein Medizinstudium am St Bartholomew’s Hospital in London.
1881 trat er dem Indian Medical Service bei. 1892 begann er seine Arbeiten mit der Tropenkrankheit Malaria. 1894 entwickelte er ein Experiment, um die Hypothese seiner Kollegen Alphonse Laveran und Patrick Manson zu bestätigen, dass Malaria von Moskitos übertragen wird. Nach zweieinhalb Jahren ohne Ergebnisse konnte er den Lebenszyklus der Malariaerreger in der Mücke nachweisen. Am 20. August 1897 (»Mosquito day«) entdeckte er in der Magenwand einer Anopheles-Mücke eine Zyste mit schwarzen Pigmentkörperchen (Ross'sche Keime), damit die Plasmodien und konnte so die Mückengattung Anopheles als Überträger der Krankheit identifizieren.
1899 wechselte er an die Liverpool School of Tropical Medicine unter der Leitung von Sir Alfred Jones. Er startete seine Arbeit an dem Institut mit einer Reise nach Westafrika.
Von 1902 bis 1912 besetzte er den Posten als Professor für Tropenmedizin an der School of Tropical Medicine, der zu Ehren des Leiters Sir Alfred Jones geschaffen wurde.
Von 1912 bis 1917 wirkte Ross als Professor für Tropische Erkrankungen am King’s College in London und besetzte zugleich die Position als Professor für Tropische Krankenpflege in Liverpool. 1917 wurde er Berater für Malariaerkrankungen des Kriegsbüros. 1926 erhielt Ross den Posten als Generaldirektor des Ross Institute and Hospital of Tropical Diseases and Hygiene.

### Privatleben
Ronald Ross heiratete 1889 Rosa Bessie Bloxam, welche 1931 ein Jahr vor ihm verstarb. Sie hatten zwei Söhne und zwei Töchter. 1932 starb er am 16. September nach langer Krankheit im Ross Institute in Putney Heath.

## Ehrungen
1902 erhielt er den Nobelpreis für Physiologie oder Medizin „für seine Arbeit über Malaria, mit der er gezeigt hatte, wie die Krankheit in den Körper eindringt und damit die Grundlage für eine erfolgreiche Erforschung dieser Krankheit und ihrer Bekämpfung gelegt hatte.“ 1902 wurde Ross außerdem als Companion in den Order of the Bath aufgenommen.
1909 wurde Ross mit der Royal Medal der Royal Society ausgezeichnet. 1911 wurde er als Knight Commander des Order of the Bath geadelt und führte fortan den Namenszusatz „Sir“. 1918 wurde er auch zum Knight Commander des Order of St Michael and St George erhoben. Seit 1921 war er Ehrenmitglied (Honorary Fellow) der Royal Society of Edinburgh.
Er ist einer der 23 ursprünglichen Namen auf dem Fries der London School of Hygiene and Tropical Medicine, die Personen aufführen, die sich um öffentliche Gesundheit und Tropenmedizin verdient gemacht haben.

## Schriften (Auswahl)
- Surgn.-Lieut.-Col. Lawrie and the parasite of malaria. 1896 (Digitalisat)
- A malaria problem. On some peculiar pigmented cells found in two mosquitos fed on malaria blood. London 1897 (Digitalisat)
- Report on a preliminary investigation into malaria in the Sigur Ghat, Ootacamund. 1898 (Digitalisat)
- Instructions for the prevention of malarial fever for the use of residents in malarious places. University Press, Liverpool 1899 (Digitalisat)
- Captain Roger’s recent investigation on malaria. London 1900 (Digitalisat)
- Zusammen mit Henry Eduard Annett. Report of the malaria expedition of the Liverpool School of Tropical Medicine and Medical Parasitology. University Press, Liverpool 1900 (Digitalisat)
- Malaria and mosquitoes, abstract of a discourse delivered before the Royal Institution of Great Britain on March 2nd, 1900. Univ. Press, Liverpool (Digitalisat)
- First progress report of the campaign against mosquitoes in Sierra Leone. University Press, Liverpool 1901 (Digitalisat)
- Malarial fever; its cause, prevention and treatment; containing full details for the use of travellers, sportsmen, soldiers, and residents in malarious places. Longmans & Green, New York 1902 (Digitalisat)
  - Das Malariafieber: dessen Ursachen, Verhütung und Behandlung Winke für Reisende, Jäger, Militärs und Bewohner von Malariagegenden. W. Süsserott, Berlin 1904 (Digitalisat)
- Report on malaria at Ismailia and Suez. Longmans & Green, London 1903 (Digitalisat)
- Researches on malaria being the Nobel Medical Prize lecture for 1902. Stockholm 1904 (Digitalisat)
- Report on the prevention of malaria in Mauritius. Waterlow & Sons, London 1908 (Digitalisat) J. A. Churchill, London 1909 (Digitalisat)
- The campaign against malaria. London 1909 (Digitalisat)
- Zusammen mit Malcom Watson (1873–1955). The prevention of malaria in the Federal Malay States. Liverpool School of Tropical Medicine 1911 (Digitalisat)
- The prevention of malaria. Murray, London 1910 (Digitalisat); 2. Auflage 1911 (Digitalisat)
- Memoirs, with a full account of the great malaria problem and its solution. Murray, London 1923 (Digitalisat)
- Studies on malaria. Murray, London 1928 (Digitalisat)